# Кежемский район
Ке́жемский райо́н — административно-территориальная единица (район) и муниципальное образование (муниципальный район) в восточной части Красноярского края России. Приравнен к районам Крайнего Севера, находится в Нижнем Приангарье.
Административный центр — город Кодинск (до 1988 года административным центром было село Кежма).

## География
Район расположен на востоке центральной части Красноярского края. Площадь территории — 34541 км².
Сопредельные территории:
- север: Эвенкийский район
- восток и юг: Иркутская область
- запад: Богучанский район.

## История
Образован 4 июля 1927 года в результате разделения Приангарского района Канского округа Сибирского края. 30 июля 1930 года был передан в прямое подчинение Восточно-Сибирского края. 7 декабря 1934 года вошёл в состав Красноярского края.

## Население
| 1959    | 1970    | 1979    | 1989    | 1995    | 2000    | 2001    | 2002    |
| ------- | ------- | ------- | ------- | ------- | ------- | ------- | ------- |
| 10 319  | ↗11 684 | ↗13 860 | ↗31 233 | ↘29 200 | ↘25 600 | ↘25 200 | ↘24 997 |
| 2003    | 2004    | 2005    | 2009    | 2010    | 2011    | 2012    | 2013    |
| ↘24 900 | ↘24 800 | ↘24 600 | ↘23 941 | ↘22 072 | ↘21 778 | ↘21 705 | ↘21 460 |
| 2014    | 2015    | 2016    | 2017    | 2018    | 2019    |         |         |
| ↗21 468 | ↘21 344 | ↘21 270 | ↘21 122 | ↘20 674 | ↘20 316 |         |         |

### Урбанизация
В городских условиях (город Кодинск) проживают 65,58 % населения района.

## Территориальное устройство
В рамках административно-территориального устройства район включает 9 административно-территориальных единиц: 1 город (районного подчинения) и 7 сельсоветов.
В рамках муниципального устройства, в муниципальный район входят 8 муниципальных образований — 1 городское и 7 сельских поселений, а также 1 межселенная территория.:
| №        | Муниципальное образование | Административный центр | Количество населённых пунктов | Население | Площадь, км2 |
| -------- | ------------------------- | ---------------------- | ----------------------------- | --------- | ------------ |
| 1e-06    | Городское поселение       |                        |                               |           |              |
| 1        | город Кодинск             | город Кодинск          | 2                             | ↘13 431   | 28,81        |
| 1.000002 | Сельские поселения        |                        |                               |           |              |
| 2        | Заледеевский сельсовет    | село Заледеево         | 3                             | ↘1226     | 321,41       |
| 3        | Имбинский сельсовет       | посёлок Имбинский      | 1                             | ↘603      | 23,64        |
| 4        | Ирбинский сельсовет       | село Ирба              | 2                             | ↘214      | 280,25       |
| 5        | Недокурский сельсовет     | посёлок Недокура       | 1                             | ↘336      | 119,47       |
| 6        | Тагарский сельсовет       | деревня Тагара         | 1                             | ↘1433     | 126,59       |
| 7        | Яркинский сельсовет       | село Яркино            | 1                             | ↗137      | 107,65       |
| 7.000003 | Межселенная территория    |                        |                               |           |              |
| 7.000004 | Межселенная территория    |                        | 3                             |           |              |

В 1989 году из Ирбинского сельсовета выделен Имбинский сельсовет.
Законом Красноярского края от 23 апреля 2013 года № 4-1253 упразднены муниципальные образования Кежемский сельсовет, Ново-Кежемский сельсовет и Проспихинский сельсовет.
Законом Красноярского края от 20 марта 2014 года № 6-2189 упразднены муниципальные образования Дворецкий сельсовет и Пановский сельсовет.
Законом Красноярского края от 20 марта 2014 года № 6-2191 упразднены административно-территориальные единицы — Дворецкий, Кежемский, Ново-Кежемский, Пановский и Проспихинский сельсоветы.
Законом Красноярского края от 7 июня 2018 года № 5-1708 Таёжинский сельсовет был упразднён, его территория включена в состав межселенной территории. Законом Красноярского края от 8 июля 2021 года № 11-5306 была упразднена соответствующая административно-территориальная единица с передачей посёлка в межселенную территорию.

### Населённые пункты
| №  | Населённый пункт | Тип     | Население | Муниципальное образование         |
| -- | ---------------- | ------- | --------- | --------------------------------- |
| 1  | Аксёново         | деревня | ↘466      | —                                 |
| 2  | Бидея            | деревня | ↘14       | Ирбинский сельсовет               |
| 3  | Болтурино        | посёлок | ↘272      | —                                 |
| 4  | Заледеево        | село    | ↗1167     | Заледеевский сельсовет            |
| 5  | Имбинский        | посёлок | ↘603      | Имбинский сельсовет               |
| 6  | Ирба             | село    | ↘280      | Ирбинский сельсовет               |
| 7  | Климино          | деревня | ↘192      | Заледеевский сельсовет            |
| 8  | Кодинск          | город   | ↘13 324   | Городское поселение город Кодинск |
| 9  | Недокура         | посёлок | ↘336      | Недокурский сельсовет             |
| 10 | Сыромолотово     | деревня | ↗126      | Городское поселение город Кодинск |
| 11 | Тагара           | деревня | ↘1433     | Тагарский сельсовет               |
| 12 | Таёжный          | посёлок | ↘0        | —                                 |
| 13 | Чадобец          | деревня | ↘63       | Заледеевский сельсовет            |
| 14 | Яркино           | село    | ↗137      | Яркинский сельсовет               |

### Упразднённые населённые пункты
- 1996 год — деревня Заимка;
- 1998 год — деревня Фролово;
- 2005 год — деревни: Алешкино, Рожково, Селенгино и Согра[31], село Дворец[32];

- 2014 год — посёлки Косой Бык, Новая Кежма и Приангарский, села Кежма, Паново и Проспихино, деревни Верх-Кежма и Усольцева[27].

## Местное самоуправление
Кежемский районный Совет депутатов
Дата формирования: 23.09.2020. Срок полномочий: 5 лет
Председатель Кежемского районного Совета депутатов
- Шнайдер Александр Ранколович

Глава Кежемского района
- Дата избрания 11.04.2024. Срок полномочий 5 лет
- Желябин Олег Викторович

## Экономика
Сельское хозяйство

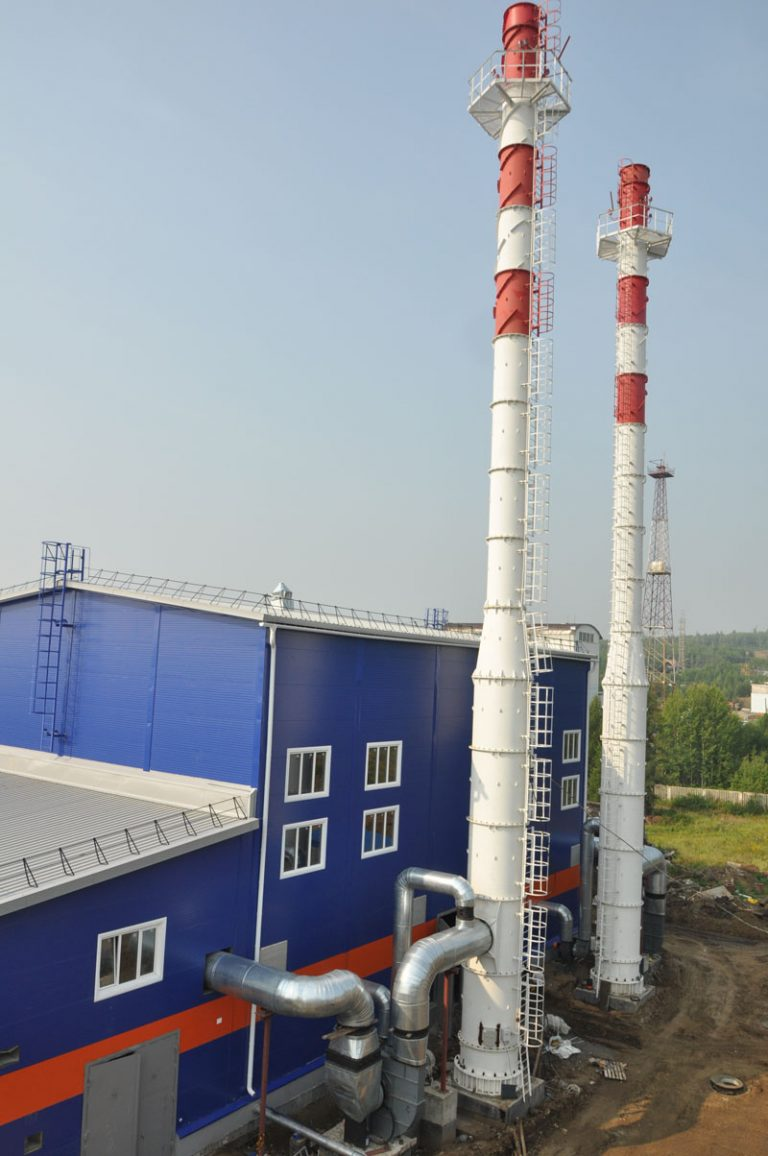
Котельная на биотопливе в Кодинске

Сельское хозяйства представлено: рыборазводным предприятием (Форель), переработкой речной рыбы, а также местными фермерами (мясо, молоко, зерно).
Крупнейшие предприятия
- Богучанская ГЭС
- Группа лесопромышленных компаний «Карат-Лес»
- Лесопромышленный комплекс «Ангара-Лес»
- ООО «Приангарский ЛПК»
- ООО «СОГРА»
- ООО «Иркутская нефтяная компания»
- ООО «КОДОК»
- Тагаринский филиал ЗАО «Лесосибирский ЛДК-1»
- ООО «ЛЛТ»
- Завод по производству питьевой бутилированной воды «Минеральные Воды Приангарья»
- ООО «ЛесПрофиль»
- ООО «ИваЛес»
- ООО «ИнтерЛес»
- ООО «Термомеханика»
- АО КЛМ КО
- ЗАО СП «БИВА»
- МУАТП КР
- Группа коммунальных компаний Кежемского района (КЦУ ЖКХ КР)
- АО «КрасЭко»
- ПАО «Красноярскэнергосбыт»
- АО «КРайДэо»
- ООО ПОТОК

## Транспорт
Основным видом транспорта в районе является автомобильный. Сообщение между районным и краевым центром осуществляется по автомобильной дороге регионального значения Канск — Абан — Богучаны — Кодинск.

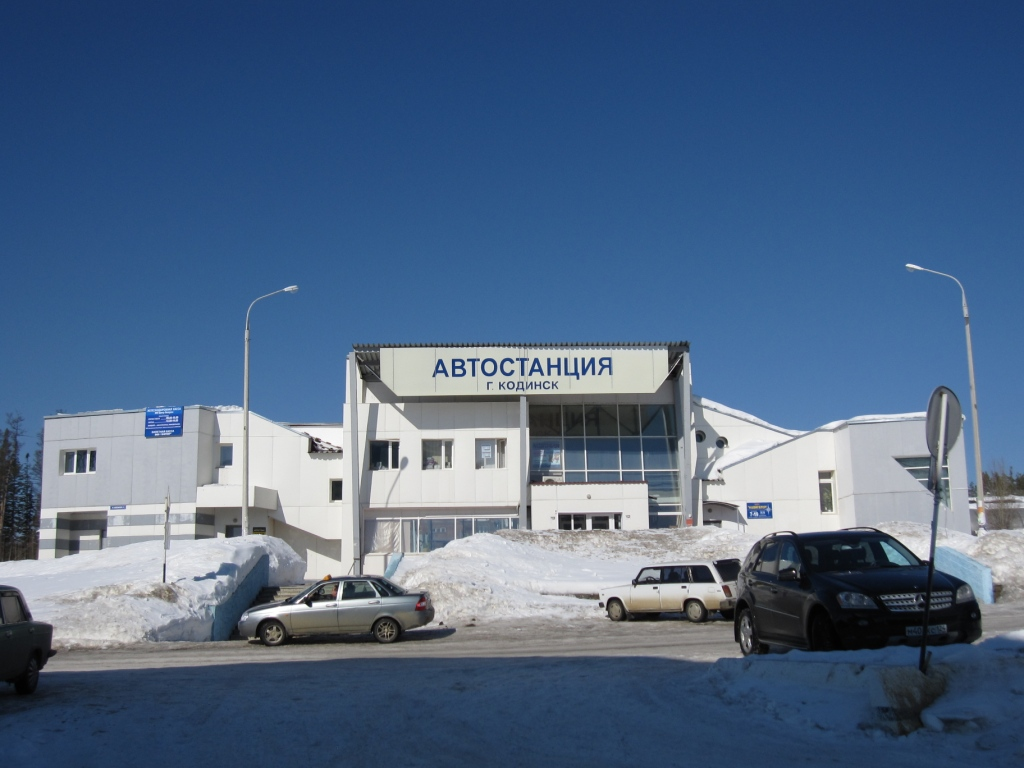
Автостанция в Кодинске

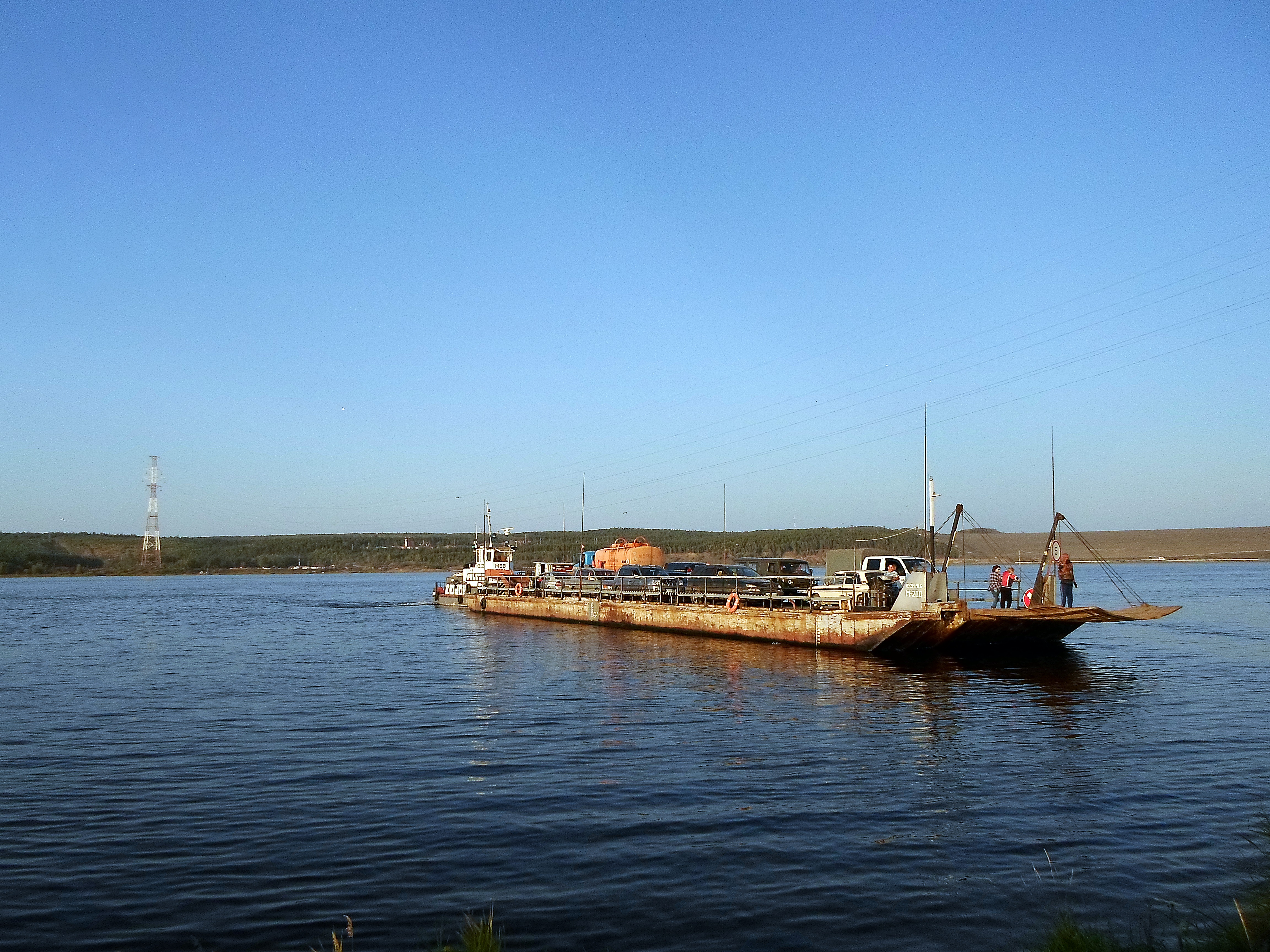
Паром на Ангаре в нижнем бьефе Богучанской ГЭС

Поселения Кежемского района соединяют дороги местного и регионального значения. На данный момент большинство из них реконструируются. Например, на автодороге Кодинск — Седаново до аэропорта Кодинск ведётся замена железобетонных плит на новые, в 2014 году была произведена реконструкция дороги Тагара — Таёжный, ведётся строительство понтонного моста через реку Кова в посёлке Недокура и планируется реконструкция моста через реку Проспиха.
Железнодорожное сообщение отсутствует. В проект развития Нижнего Приангарья включено строительство Северо-Сибирской дороги. Соответственно строительство участка жд-путей от станции Карабула до Усть-Илимска, железная дорога в Кежемском районе пройдёт по правому берегу Ангары.
В городе Кодинск расположена Автостанция, откуда ежедневно отправляется автобус до Красноярска.
В Кежемском районе действует единственный аэропорт Кодинск.

## Средства массовой информации
Газеты и журналы
- Общественно-политическая газета «Советское Приангарье»
- Общественно политическая газета «Кежемский Вестник»

## Культура
Музеи
- Кежемский историко-этнографический музей им. Ю. С. Кулаковой (г. Кодинск)
- Музей-библиотека п.Недокура
- Музей-библиотека в с.Климино
- Музей строительства Богучанской ГЭС

Дома культуры
- МРДК «Рассвет»
- 8 сельских домов культуры и 2 сельских клуба

Образовательные учреждения в сфере культуры
- Детская музыкальная школа г. Кодинск
- Детская музыкальная школа с. Заледеево

На территории района работают 15 муниципальных библиотек.

## Торговля, общепит, отдых и гостиницы
В Кежемском районе работают:
Торговля
- ТД «Терем»
- ТЦ «Меркурий»Гостиница "Люкс"
- ТЦ «Александровский»
- ТД « XXI век»
- ТЦ «Лайм»
- ТЦ Планета
- Склад-магазин "Светофор"
- Супермаркет « Байкал»
- Оптовый рынок «Южный»
- Крытый рынок
- Рынок «Владимирские Ряды»
- ТОЦ "Кодинская заимка"
- Супермаркет «Фаворит»
- Супермаркет «Стелс»
- Супермаркет «Фортуна»
- Строймаркет «Строй-ка»
- Строймаркет "Рублевский"

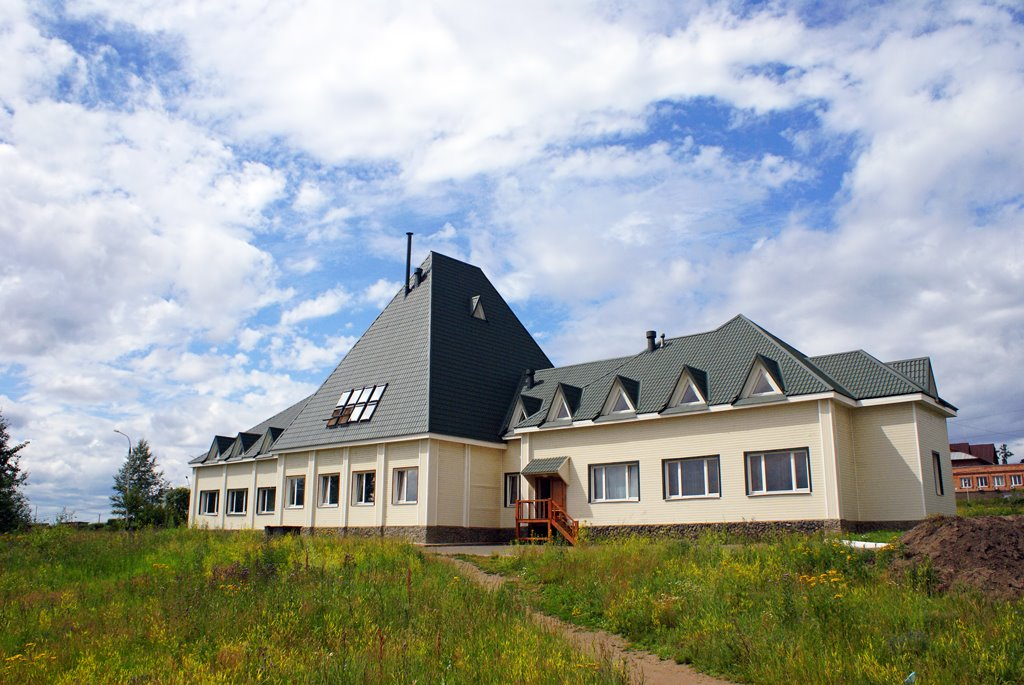
Гостиница "Люкс"

- Сеть магазинов "Русский РазгуляйКА"
- В торговом центре «МЕРКУРИЙ» работают филиалы магазинов сотовой связи: «Мегафон», "МТС", "Теле2", «Билайн», «Связной».
- Иные мелкие торговые точки

Общественное питание
- Большой банкетный зал
- Кафе «Аккорд»
- Ресторан в гостинице "Люкс"
- Кафе-бар "Ангара"
- Кафе "Навигатор" (Автостанция)
- Кафе-бар " Тандыр"
- Бар "Небеса"
- Кафе "ДонБалон
- Кафе-бар "Фрегат"
- Службы доставки еды

Гостиницы и отдых 
- Арт-отель "Купеческий"
- Гостиница «Люкс»
- Отель «Фотон»
- Гостиница «Ангара»
- Хостел в здании Автостанции
- Центр спорта и отдыха "Чадобец" в д. Чадобец

Развлечения и Отдых
- Городской бульвар
- Сквер Ангарских деревень
- Спортивный сквер
- Развлекательный комплекс "ДонБалон"
- Детский комплекс "Батутово"
- Бильярдный клуб
- Сауна "Атлант"
- Ночной клуб "Ангелы&Демоны"

## Спорт

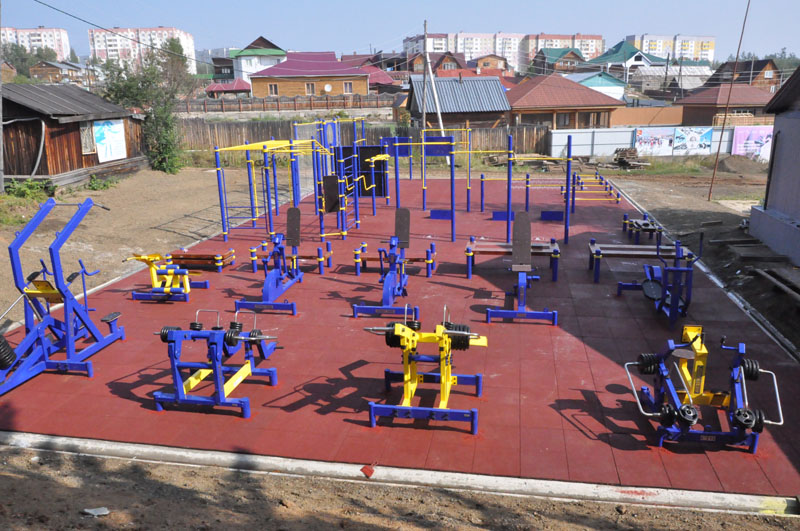
Новая площадка ГТО

Внимание в городе и районе уделяется спорту. Сегодня на территории города и района имеется:

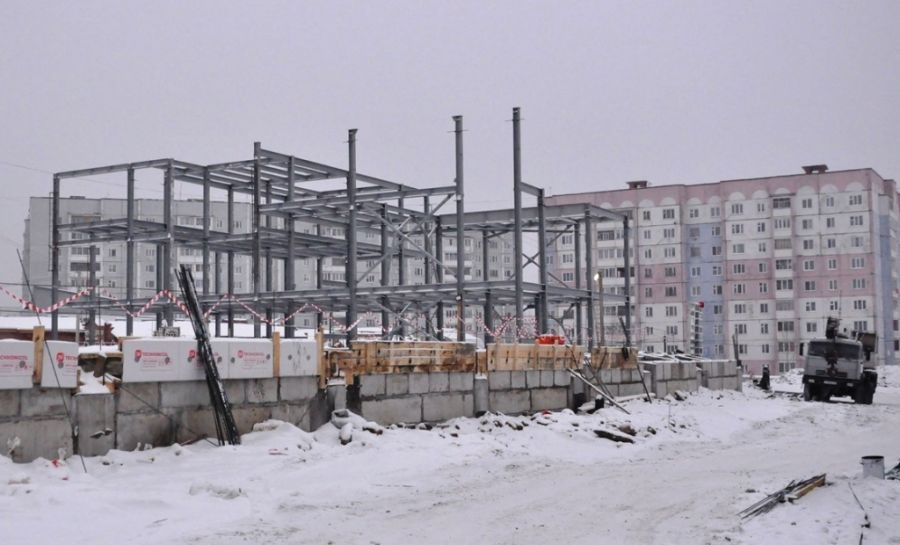
Строящийся физкультурно-спортивный комплекс

- Спортивные плоскостные сооружения (Стадионы при школах, баскетбольные и волейбольные площадки)
- Площадка ГТО
- Городской каток (в 2021 году он станет крытым)
- Каток на территории СОШ №3
- Площадка для занятий воркаутом
- Лыжная база «Лань"
- Горнолыжная база "Эдельвейс"
- Лыжная база "Соболек" в п.Тагара
- Лыжная база в с. Заледеево
- Биатлонный комплекс в с. Чадобец.

Строится Физкультурно-спортивный комплекс с бассейном в г.Кодинск

## Образование
В систему образования района входят:

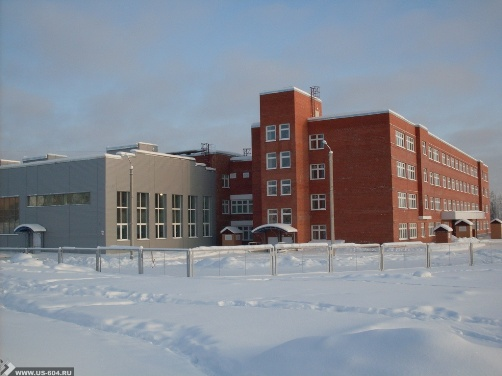
Кодинская СОШ №2

- Кодинская СОШ №21 начальная школа в с. Яркино,
- Школа в с.Заледеево8 средне-образовательных школ.
- 15 детских садов

В г. Кодинске находятся:
- 3 средние школы
- 5 детских садов

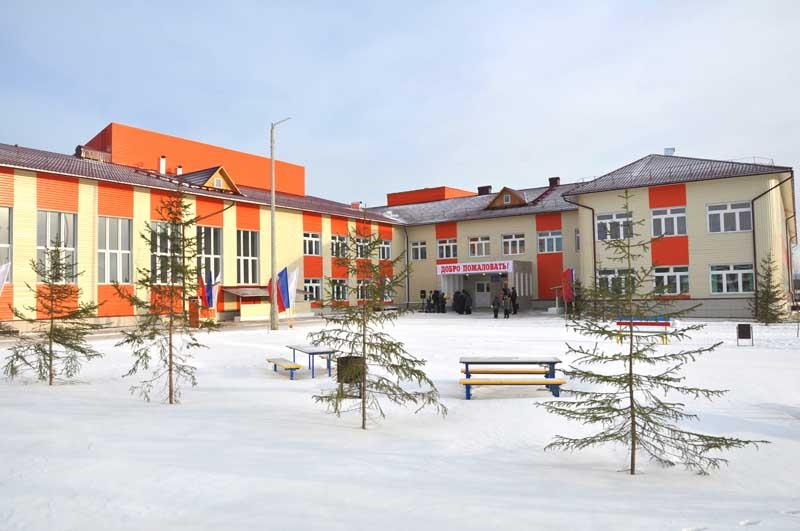
Школа в с.Заледеево

- 3 учреждения дополнительного образования
- КГБПОУ" Приангарский Политехнический техникум"

Планируется создание медицинского колледжа в г. Кодинск.

## Здравоохранение

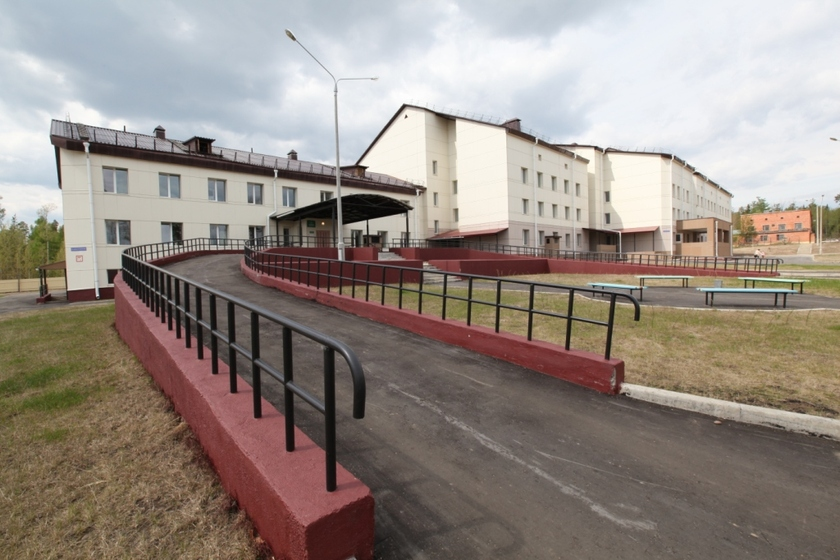
Кежемская районная больница

Здравоохранение Кежемского района представлено КГБУЗ Кежемская РБ, которое включает в себя 26 объектов.
12 из них находится в г. Кодинске:  взрослая поликлиника, детская поликлиника, новый стационар на 72 койки (гинекологическое, родильное, хирургическое отделения, палаты интенсивной терапии),  педиатрическое, терапевтическое отделения, кабинет фтизиатра, отделение функциональной диагностики, инфекционное отделение, отделение скорой медицинской помощи.
Остальные: отделение сестринского ухода и противотуберкулёзный диспансер в п. Имбинский, Недокурская и Заледеевская врачебные амбулатории, 10 ФАПов.

## Археология
В Кежемском районе на стоянке Усть-Кова в устье реки Ковы нашли статуэтку мамонта и скульптуру тюленя, изготовленные из бивня мамонта более 20 тыс. лет назад.